# Альмаши, Золтан
Зо́лтан А́льмаши (венг. Almási Zoltán; род. 29 августа 1976) — венгерский шахматист, гроссмейстер (1993).
Чемпион мира среди юношей до 18 лет (1993). Восьмикратный чемпион Венгрии (1995, 1997, 1999, 2000, 2003, 2006, 2008, 2009). Победитель турнира в Реджо-Эмилия (2008). С 1994 постоянно выступает за команду Венгрии на шахматных олимпиадах и чемпионатах Европы.
В составе сборной Венгрии участник 13 Олимпиад (1994—2018), двух командных чемпионатов мира (2011, 2015), десяти командных чемпионатов Европы (1992—1999, 2005—2017), трёх Кубков Митропы (1993, 1995, 1999). В командном зачёте серебряный призёр олимпиад 2002 и 2014 гг., трёхкратный победитель Кубка Митропы.

## Изменения рейтинга
| Графики недоступны из-за технических проблем. См. информацию на Фабрикаторе и на mediawiki.org. |